# モーソン (小惑星)
モーソン (4456 Mawson) は、小惑星帯の小惑星の一つ。ロバート・マックノートがオーストラリアのサイディング・スプリング天文台で発見した。
オーストラリアの南極探検家、地質学者のダグラス・モーソンに因んで名付けられた。